# 淵海龍
淵海龍（学名：Bryx veleronis），为輻鰭魚綱棘背魚目海龍魚科的其中一種，分布於東太平洋區，包括加拉巴哥群島、巴拿馬及哥斯大黎加等海域，棲息深度23-37公尺，體長可達6公分，棲息在岩礁區，卵胎生。